# Антерија
Антерија је врста старинске хаљине. То је хаљина са дубоким или плитким изрезом на грудима, са дугим, спреда отвореним рукавима, а сама је дугачка до чланака ногу. Изглед ове хаљине од струка наниже је звонастог изгледа, јер су ту додавани тзв. „клини“. Материјали који су се користили су били разни: памук, свила, сомот, брокат. Обично су биле црвене са узаним белим пругама или са ситним мотивима, а раскошним су сматране оне са златним везом од свиле или сомота. Мајстори који су израђивали антерије су се називали терзије.
Помиње се и у народној песми, која каже „Јелек, антерија и опанци, по томе се знају Србијанци...“.
- Антерија из Народног музеја у Крушевцу
- Антерија (рукав)
- Антерија (детаљ)
- Антерија (детаљ)
- Антерија (детаљ)
- Антерија (украси око груди)
- Антерија из Народног музеја у Крушевцу
- Антерија (детаљ)
- Антерија (украси око груди)
- Антерија (украси око груди)
- Антерија (вез)
- Антерија (детаљ)
- Антерија (детаљ)
- Антерија (детаљи)
- Антерија (детаљ)
- Антерија